# Jiange
Jiange (en chino, 剑阁; pinyin, Jiàngé (escuchar)ⓘ)   es un condado bajo la administración directa de la ciudad-prefectura de Guangyuan. Se ubica en la provincia de Sichuan, centro-sur de la República Popular China. Su área es de 3202 km² y su población total para 2010 superó los 457 mil habitantes. 

## Administración
Desde 2021, el Condado Jiange se divide en 29 pueblos que se administran en 27 poblados y 2 villas.

## Toponimia
El topónimo Jiange [/Chián-kə/] se compone de los sinogramas Jian (espada) y Ge (pabellón), está estrechamente relacionado con la época de los Tres Reinos (220 AD-280). Se dice que Zhuge Liang (诸葛亮) dirigió su ejército hasta aquí y construyó pabellones elevados (Ge) en el paso de Jian'men (剑门关) para facilitar el movimiento de tropas, de ahí su nombre. 
Jiange aparece registrado en el Shui Jing Zhu (Comentario al Clásico de las Aguas), un texto geográfico antiguo, donde se describe la región como un lugar de montañas conectadas y terrenos peligrosos, con estructuras elevadas que permitían el paso.
En resumen, el topónimo  proviene de la combinación de su geografía montañosa (que se asemeja a espadas) y las estructuras construidas para facilitar el tránsito en la antigüedad.